# 程光奎
程光奎（1678年—1725年）原名程建常，字勋著，两淮徽州盐商，徽州府歙县岑山渡人，居住淮安府山阳县河下。康熙五十年因辛卯科场案破家。
岑山渡程氏家族自明末清初第9世程大典（1575-1652年）起在扬州和淮安经营盐业，其第五子程量越（1626年—1687年）由扬州迁居淮安府山阳县河下竹巷街西头，经营淮北盐业。程量越之子程用昌（1645—1719）原名陵，字嘉仲，号克庵，岁貢生。勅授儒林郎、州同知。程用昌虽是盐商，却也爱作诗文，附庸风雅。程用昌生7个儿子，其第三子即程建常，后改名程光奎。程光奎的兄弟多在扬州发展，只有他一家留在淮安，继承了家族产业，河下萧湖园林曲江楼。
康熙五十年（1511年）農曆九月参加江南乡试，为辛卯科场案夹带考生之一。判处绞监候，关在刑部牢中，等待秋后处决。程光奎妻子戴氏赶到北京，不惧羽林军鞭下如雨，拦住康熙銮驾嚎哭，乞求以身代死。她的赤诚感动了康熙，特许以捐赎免罪，程光奎改为流放。程光奎家在河下的产业曲江楼和粉章巷住宅均在此时出售，换取现银。其中曲江园出售给岑山渡程氏家族的远亲，另一程氏盐商程朝徵（1635—1696）之子程埈（1762-），易名柳衣园。
- 子程允元
- 孙程韶凤
- 曾孙程钟